# مارتن ريوسر
مارتن ريوسر (بالهولندية: Martijn Reuser)‏ (1 فبراير 1975 بأمستردام في هولندا - ) هو لاعب كرة قدم هولندي في مركز الوسط. شارك مع منتخب هولندا لكرة القدم. أما مع النوادي، فقد لعب مع آر كي سي فالفيك وأياكس أمستردام وإيبسويتش تاون وفيتيسه آرنهم وفيلم تو تيلبورغ وناك بريدا وهيراكليس ألميلو.

## مسيرته الكروية
لعب مارتن ريوسر خلال مسيرته الاحترافية مع 6 أندية في تسعة عشر موسمًا وسجل خلالها 60 هدف ضمن 317 مباراة. حيث فاز في موسم واحد بالكأس وفي أربعة مواسم بالدوري.
خاض مارتن ريوسر مسيرته مع نادي أياكس أمستردام في موسم 1993–94 ليلعب معه ستة مواسم، مشاركًا في 45 مباراة سجل خلالها 6 أهداف. ثم انتقل إلى نادي فيتيسه آرنهم في موسم 1997–98 ولمدة موسمين، حيث شارك في 56 مباراة سجل خلالها 14 هدفًا. لينتقل بعدها إلى نادي إيبسويتش تاون في موسم 1999–00 ليلعب معه خمسة مواسم، مشاركًا في 92 مباراة سجل خلالها 14 هدفًا أيضًا. ثم انتقل إلى نادي فيلم تو تيلبورغ في موسم 2004–05 ولمدة موسمين، مشاركًا في 47 مباراة سجل خلالها 14 هدفًا أيضًا. هذا وانتقل لاحقًا إلى نادي آر كي سي فالفيك في موسم 2006–07 ولمدة موسمين، مشاركًا في 40 مباراة سجل خلالها 11 هدفًا. ثم انتقل بعدها إلى نادي ناك بريدا في موسم 2008–09 ولمدة موسمين، مشاركًا في 37 مباراة سجل خلالها هدفًا واحدًا.

## وصلات خارجية
- مارتن ريوسر على موقع الاتحاد الأوربي (الإنجليزية)
- مارتن ريوسر على موقع قاعدة بيانات كرة القدم.إي يو (الإنجليزية)
- مارتن ريوسر على موقع ناشيونال فوتبول تيمز (الإنجليزية)
- مارتن ريوسر على موقع Soccerbase.com (لاعب) (الإنجليزية)
- مارتن ريوسر على موقع Soccerway.com (الإنجليزية)
- مارتن ريوسر على موقع عالم كرة القدم.نت (الإنجليزية)